# آمبرد
آمبرد (ارمنی: Ամբերդ; انگلیسی: Amberd قلعه‌ای در ارمنستان است متعلق به سده هفتم میلادی که در ارتفاع ۲۳۰۰ متری از سطح دریا قرار گرفته‌است.
این بنا در دامنه جنوبی کوه آراگاتس و در هفت کیلومتری شمال روستای بیوراکان واقع شده‌است.

## نگارخانه

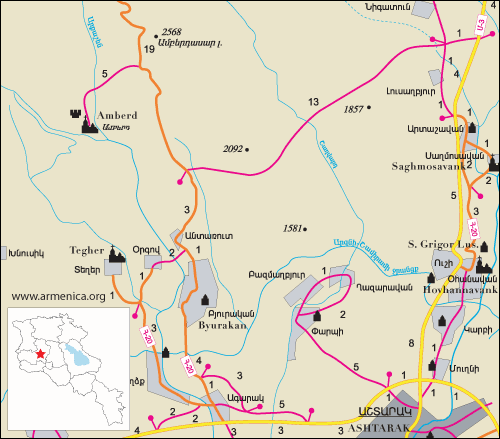
نقشه جاده ای آمبرد و منطقه پیرامونی
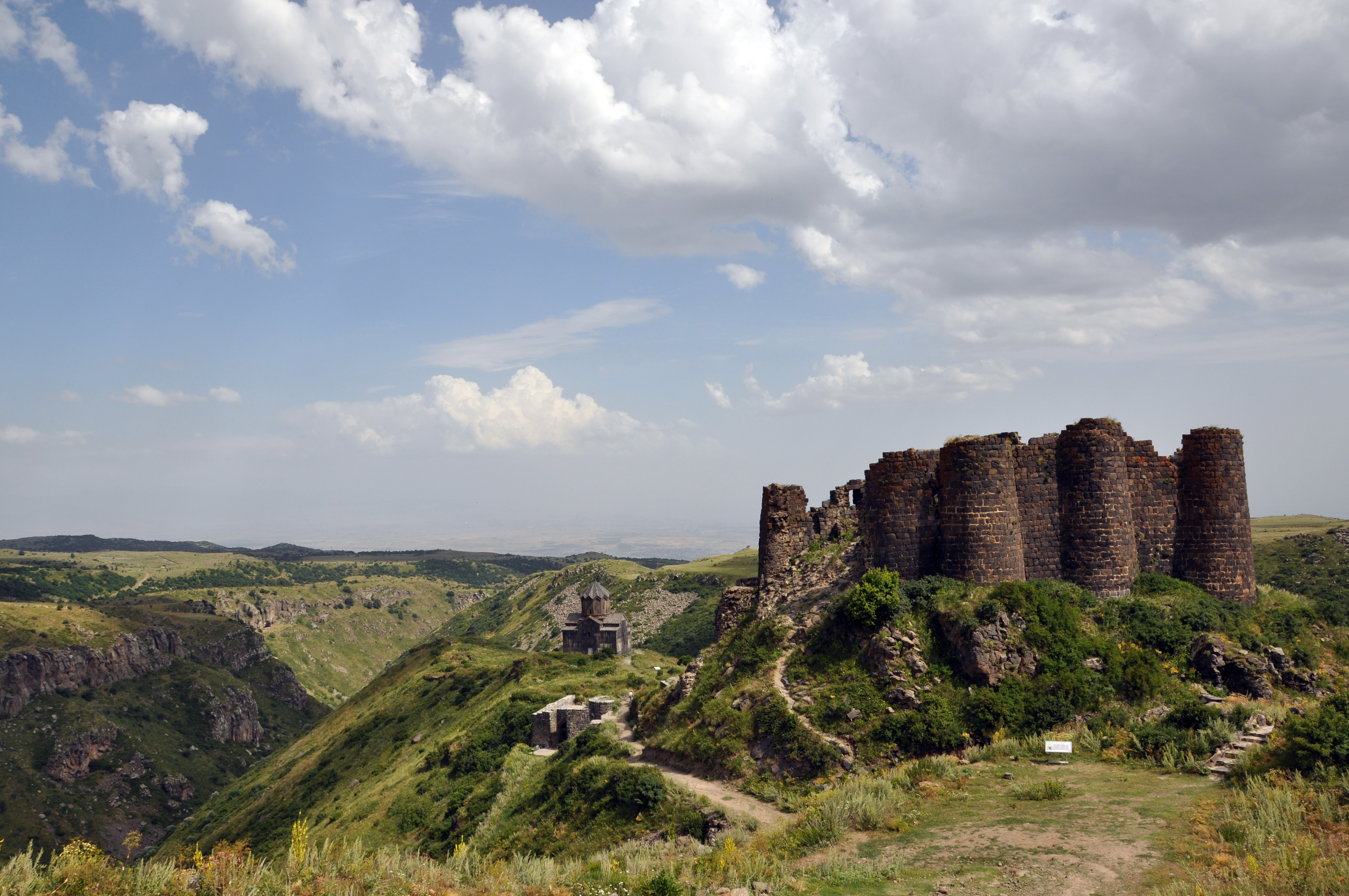
دژ و کلیسا
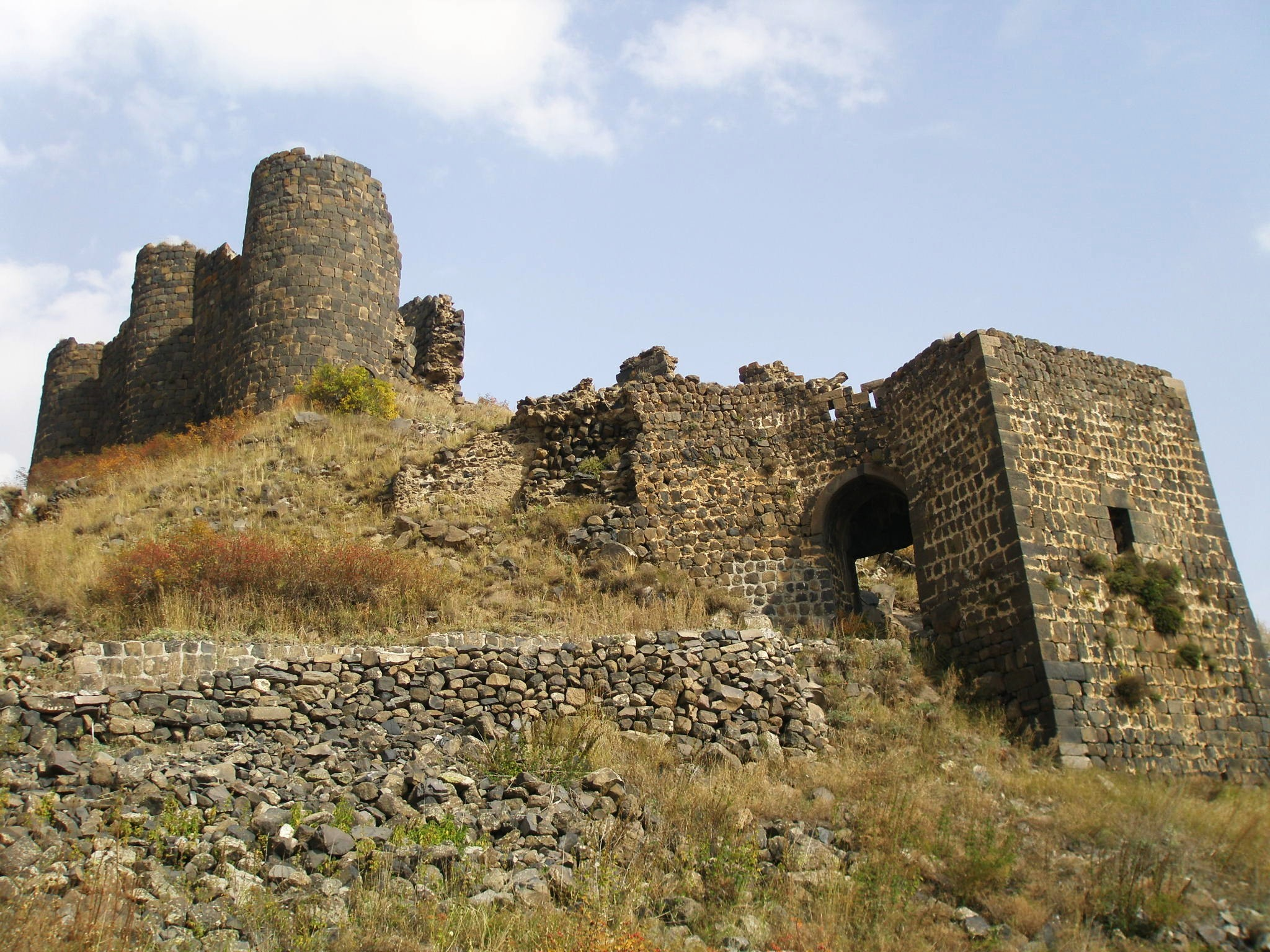
دروازه شمالغربی
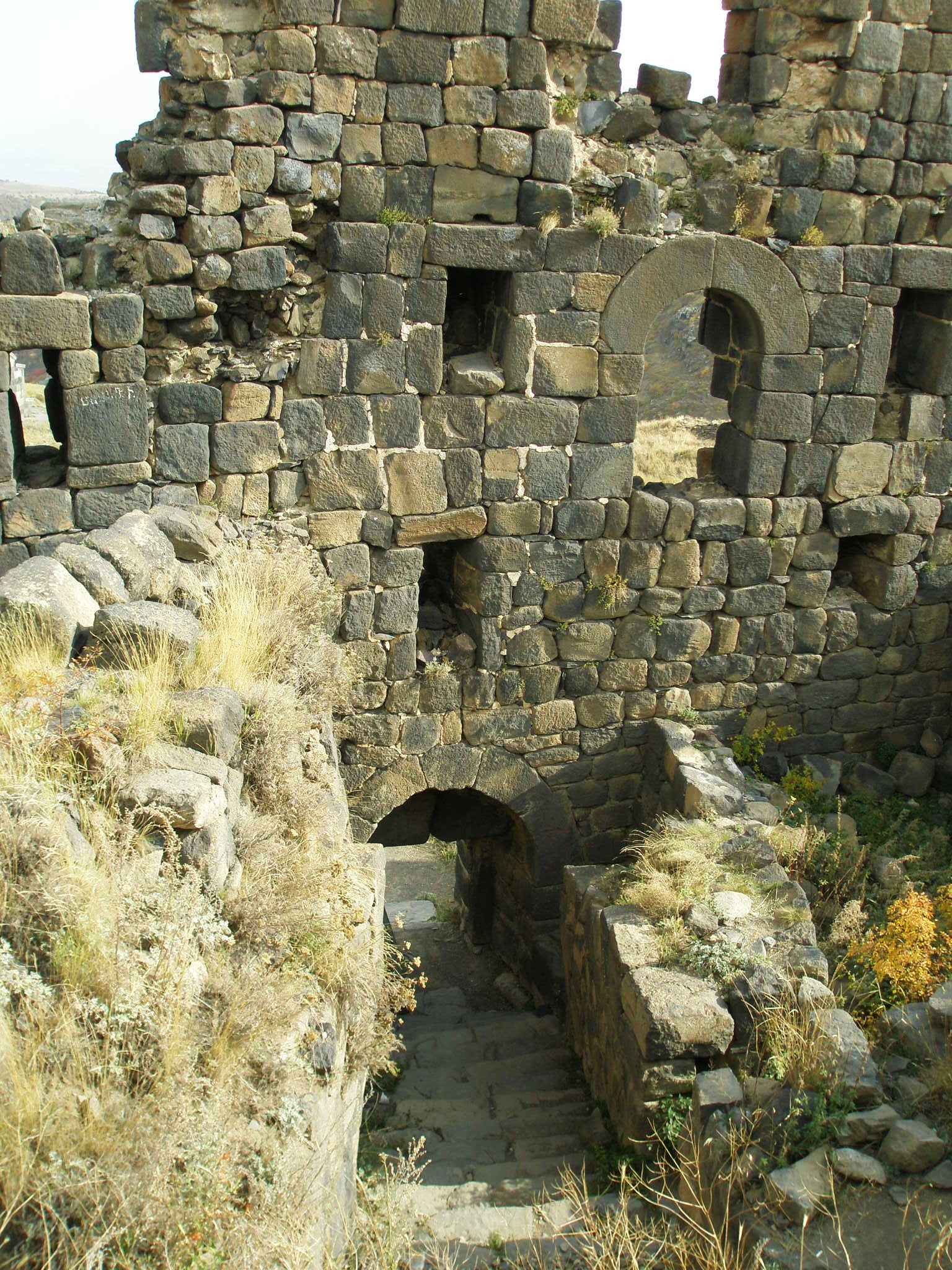
Looking down the stairs to the portal from the interior of the fortress
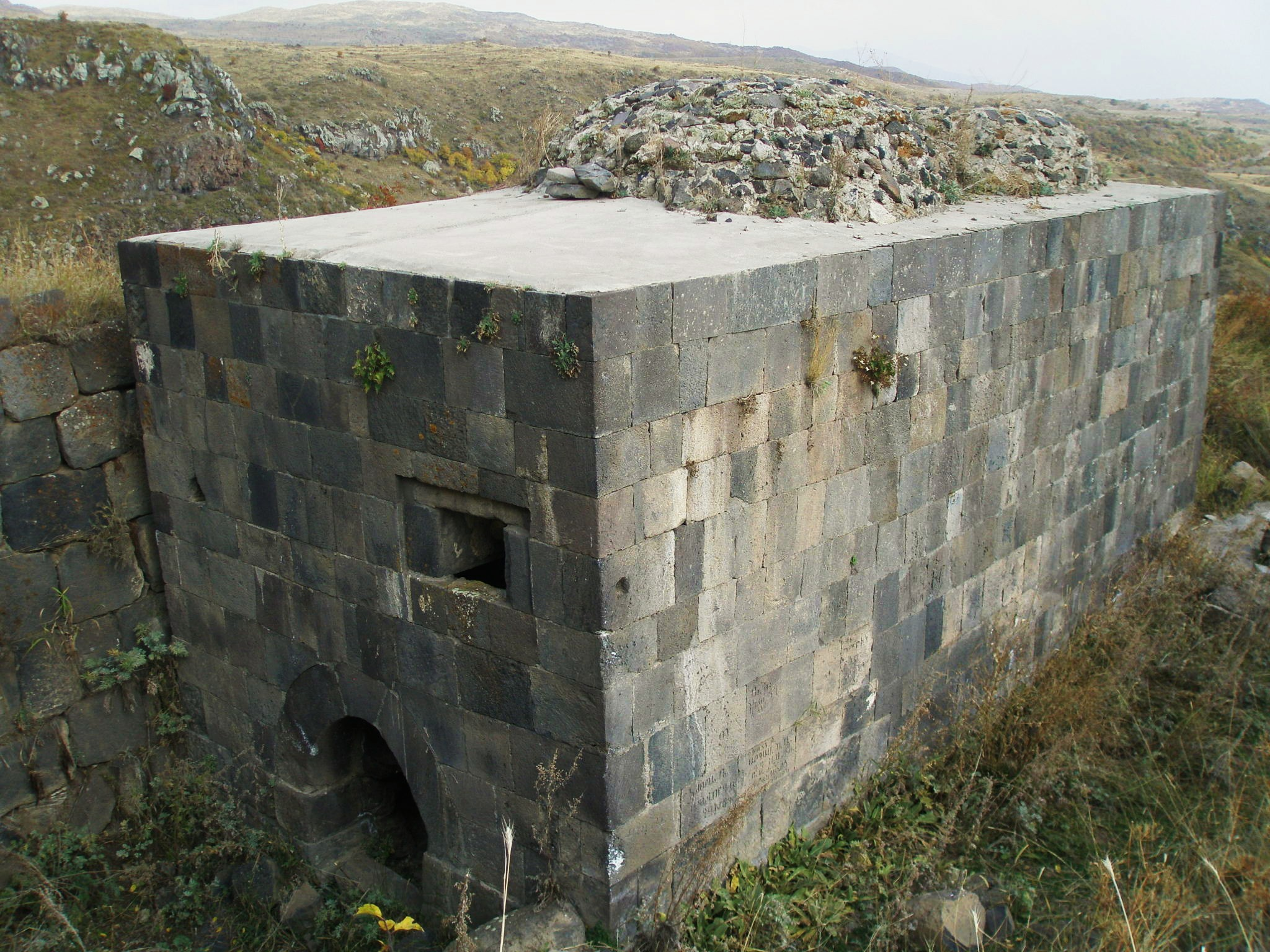
Bath house as seen from the back, with the remains of the two domes on top
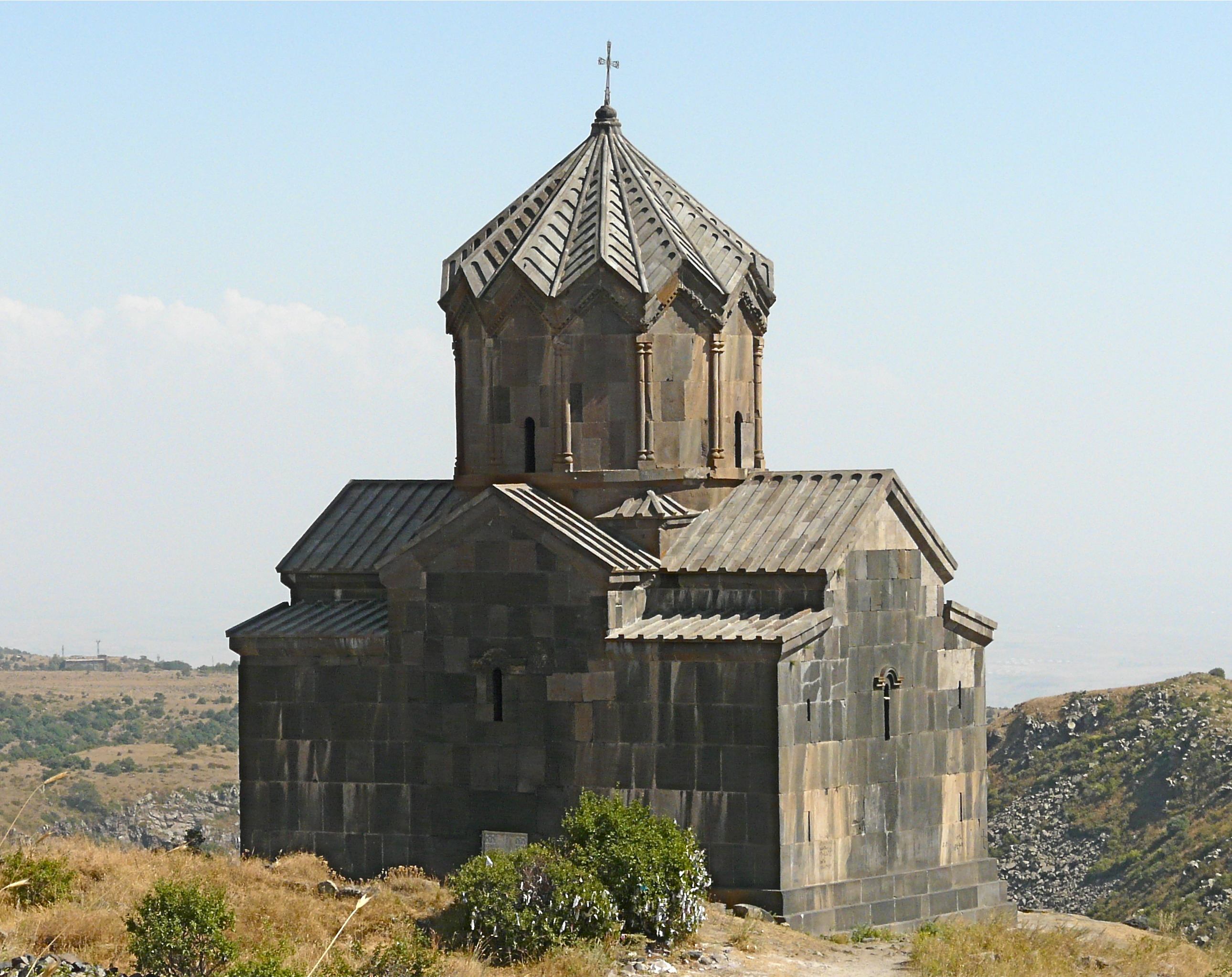
کلیسای واهراماشن بناشده در سال ۱۰۲۶ میلادی
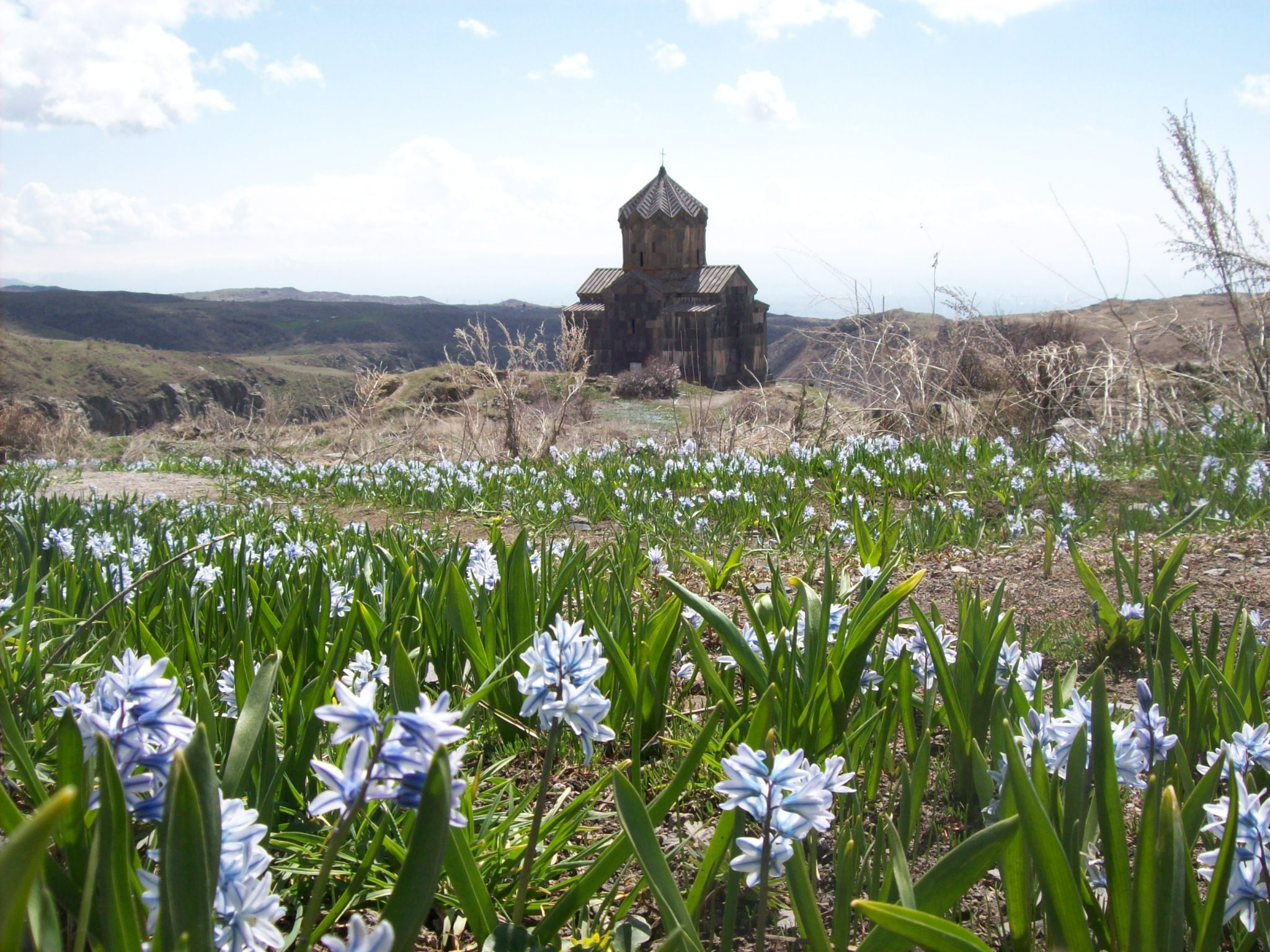
کلیسای واهراماشن
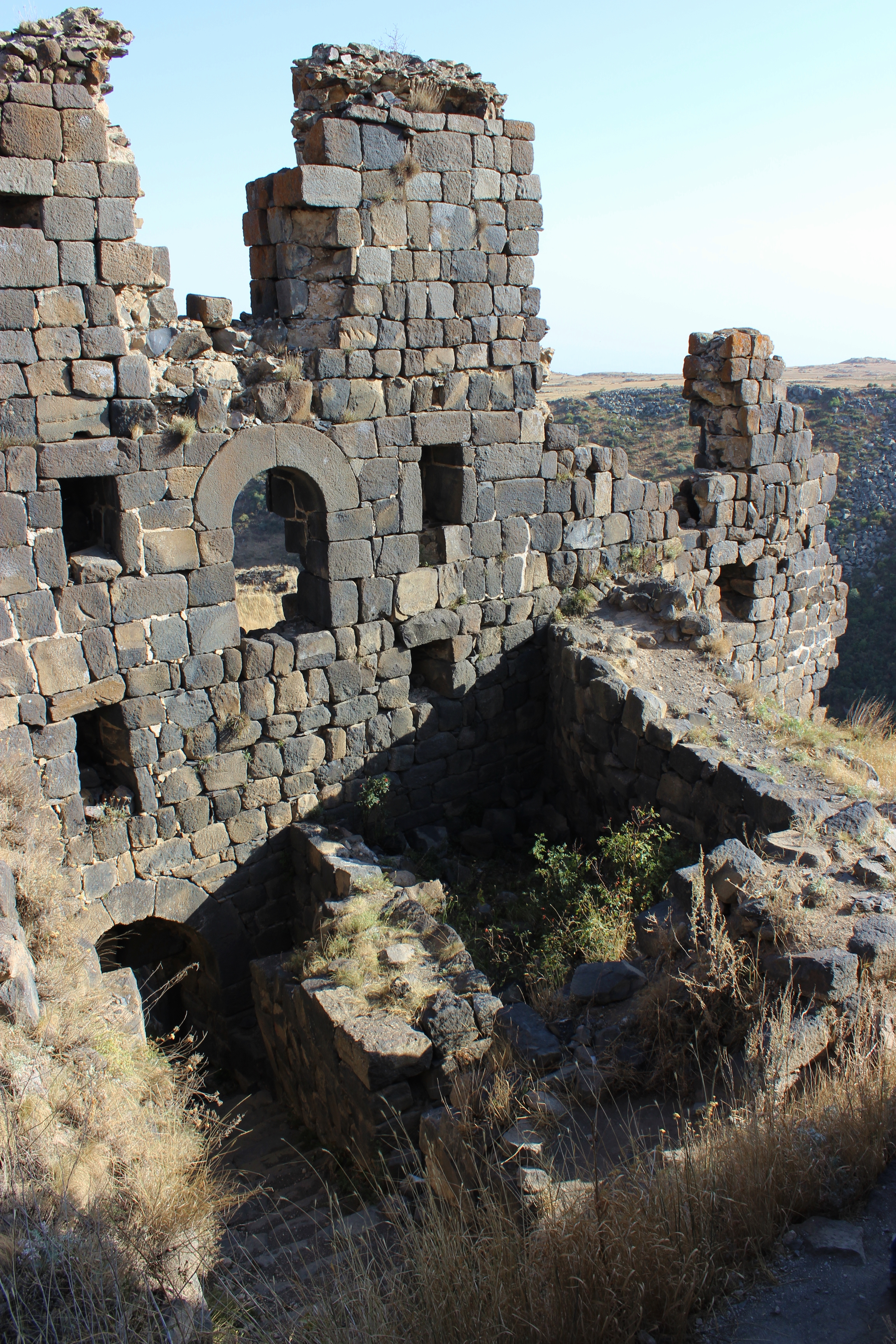
Interior walls of the fortress (main entry lower left)
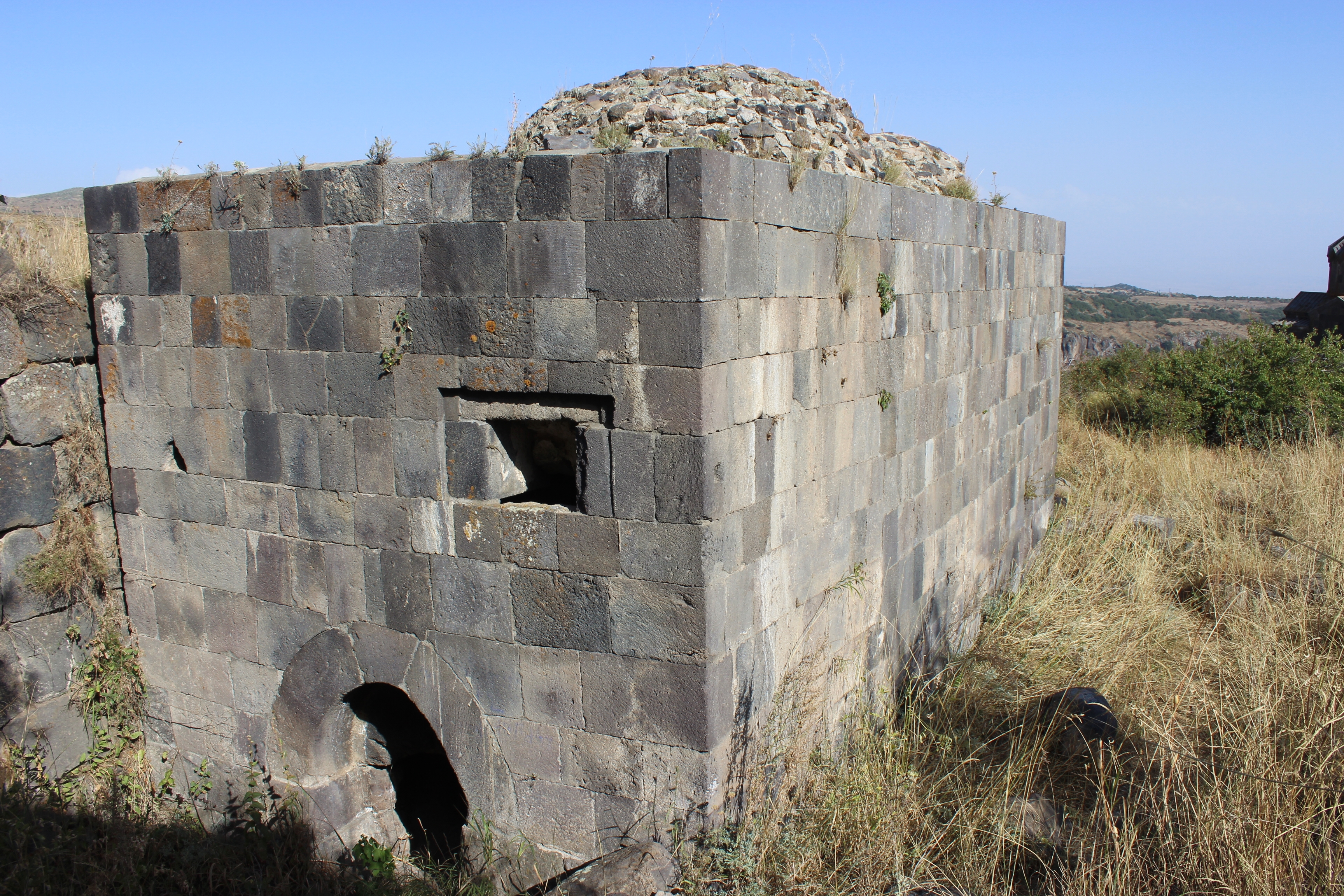
Bath house as seen from the back, with the remains of the two domes on top
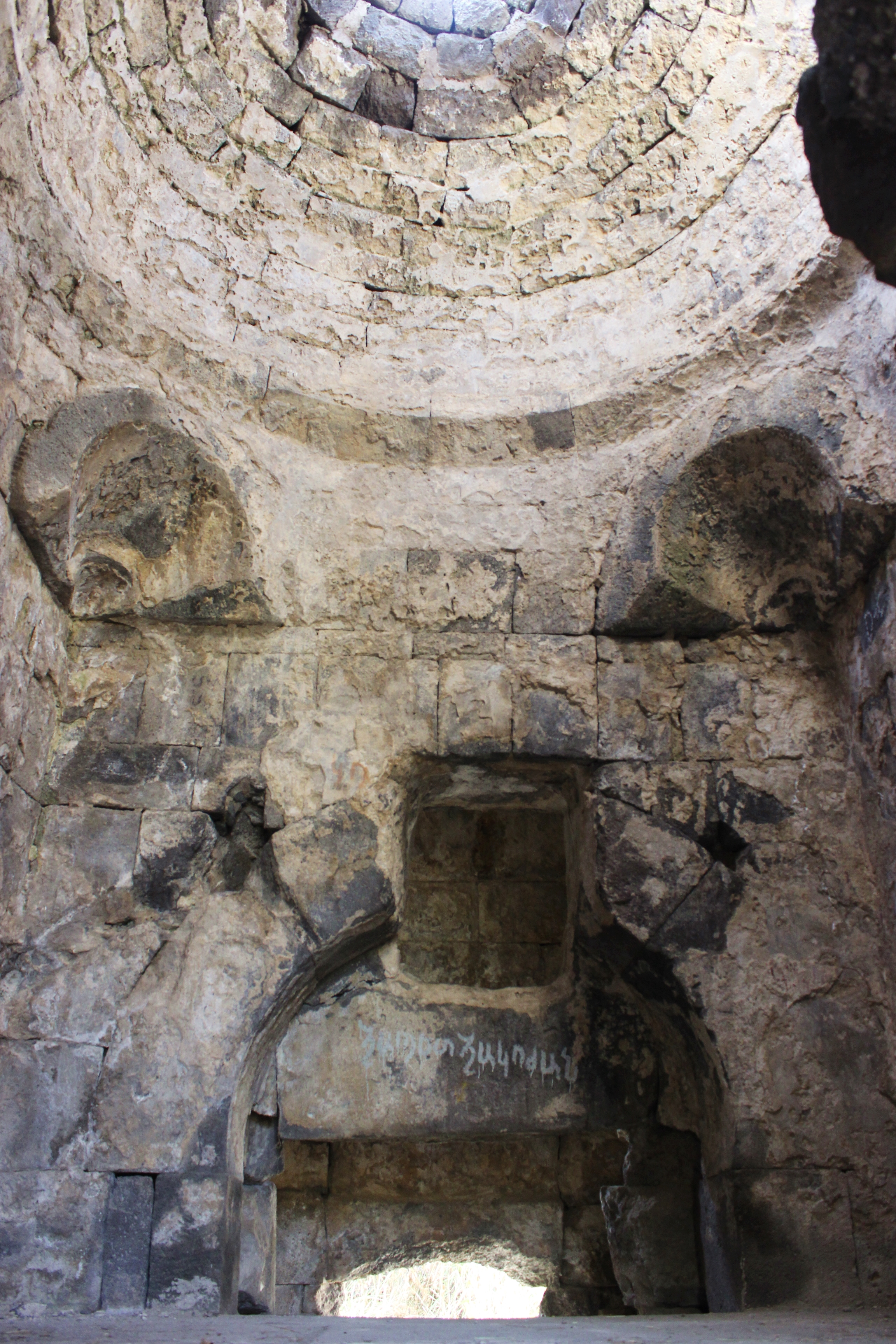
Interior of the 10-11th c. bath house
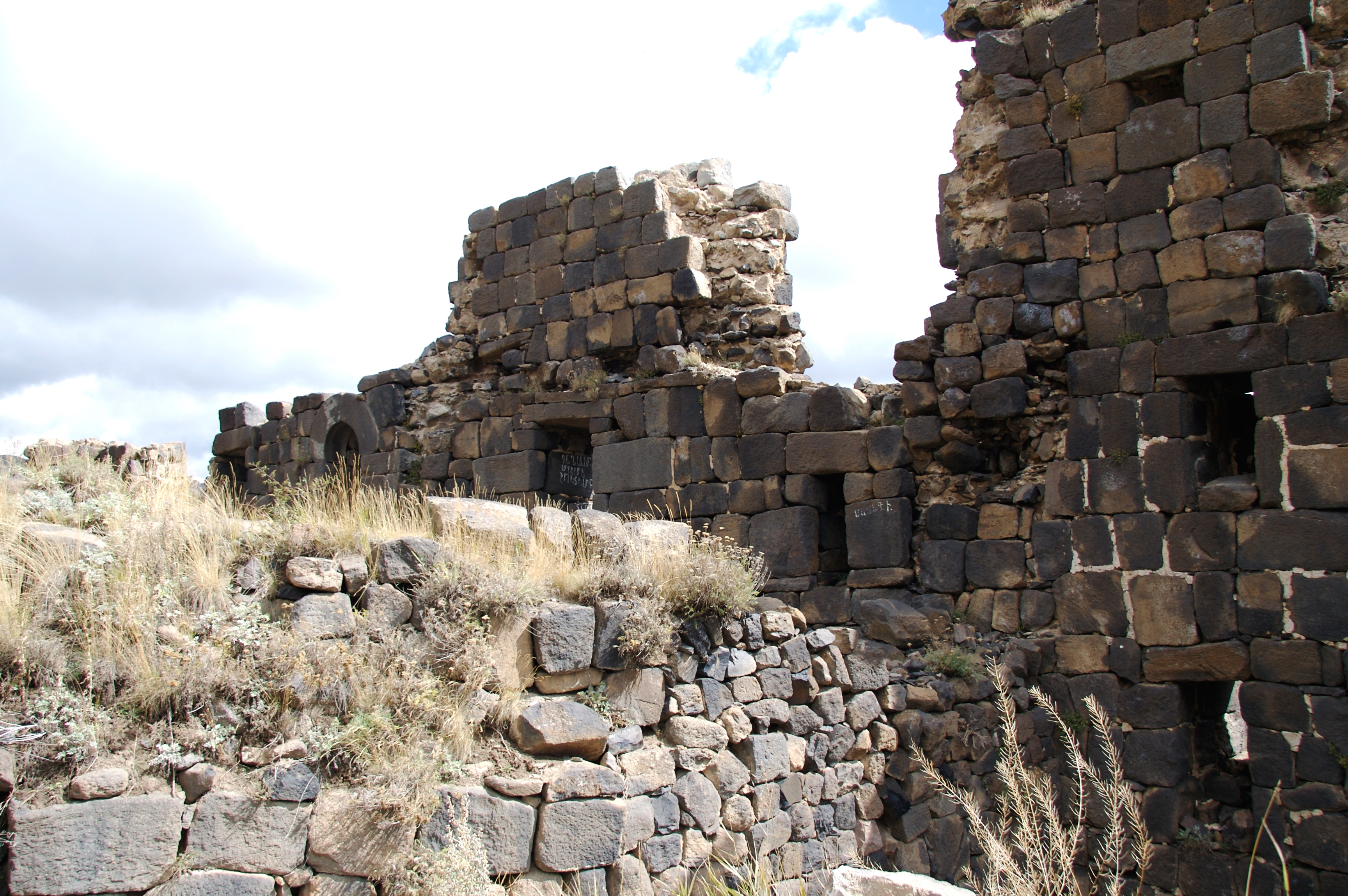
ویرانه‌های آمبرد
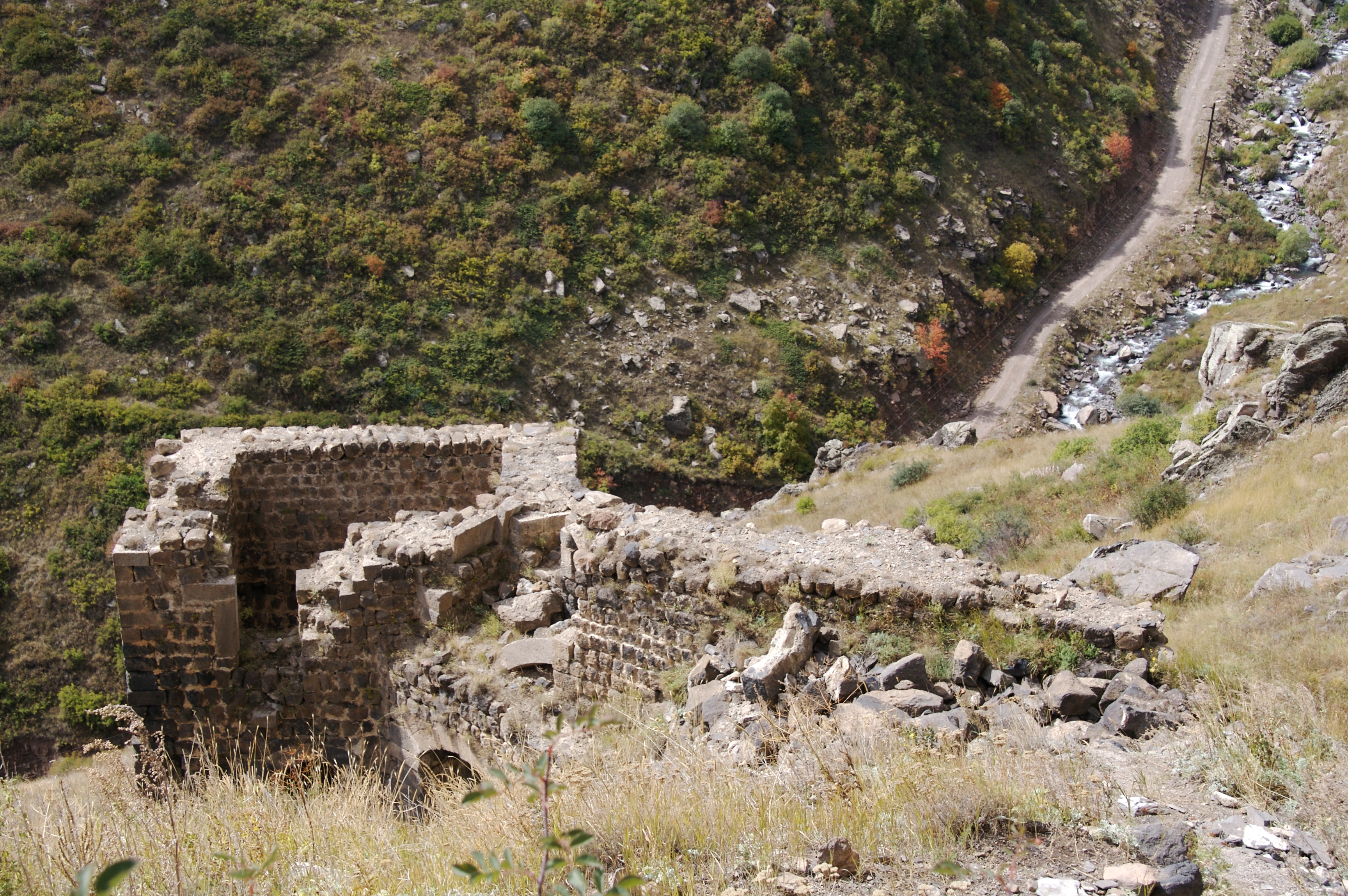
ویرانه‌های آمبرد
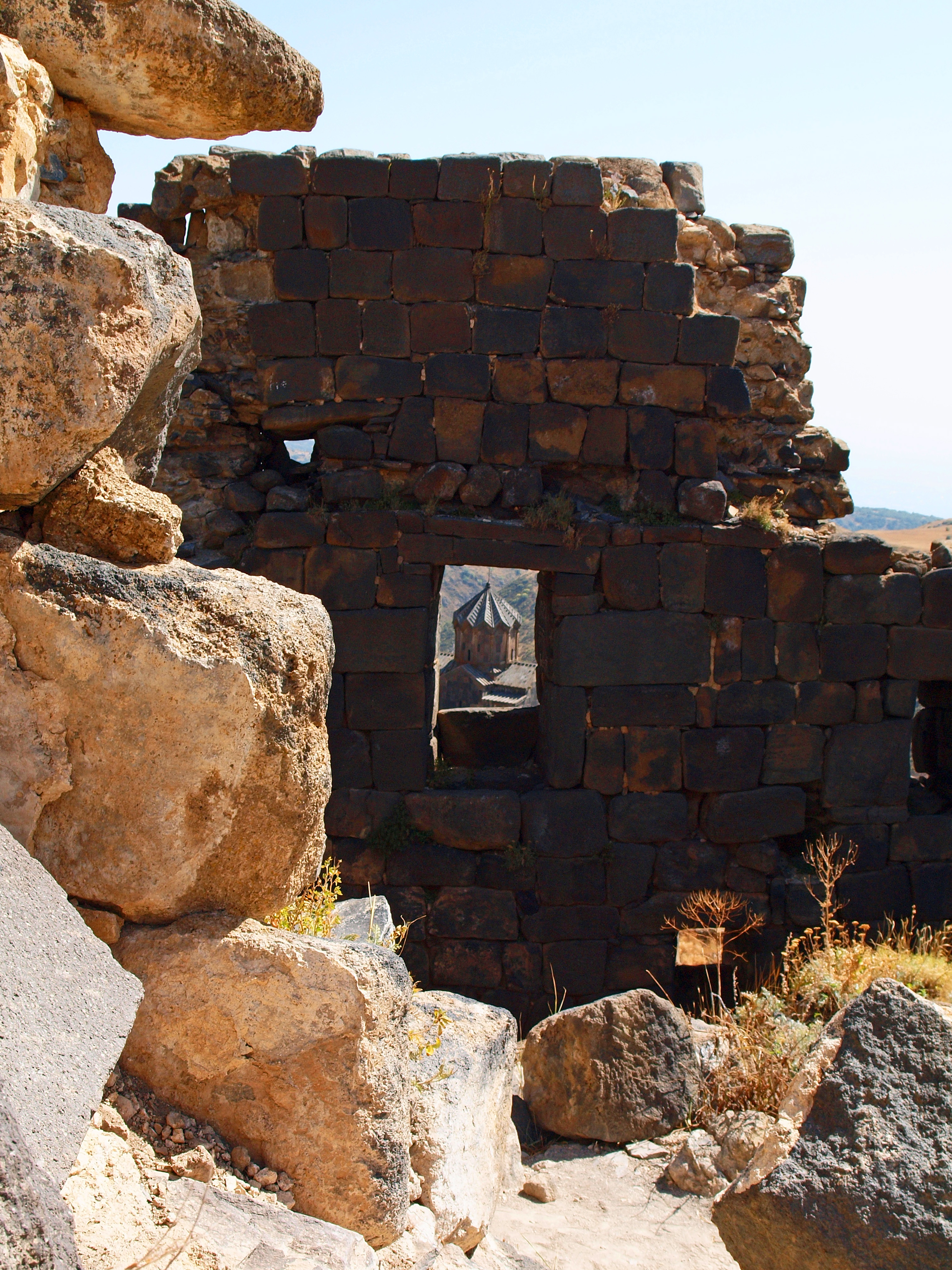
نمایی از واهراماشن از فراز ویرانه‌های آمبرد
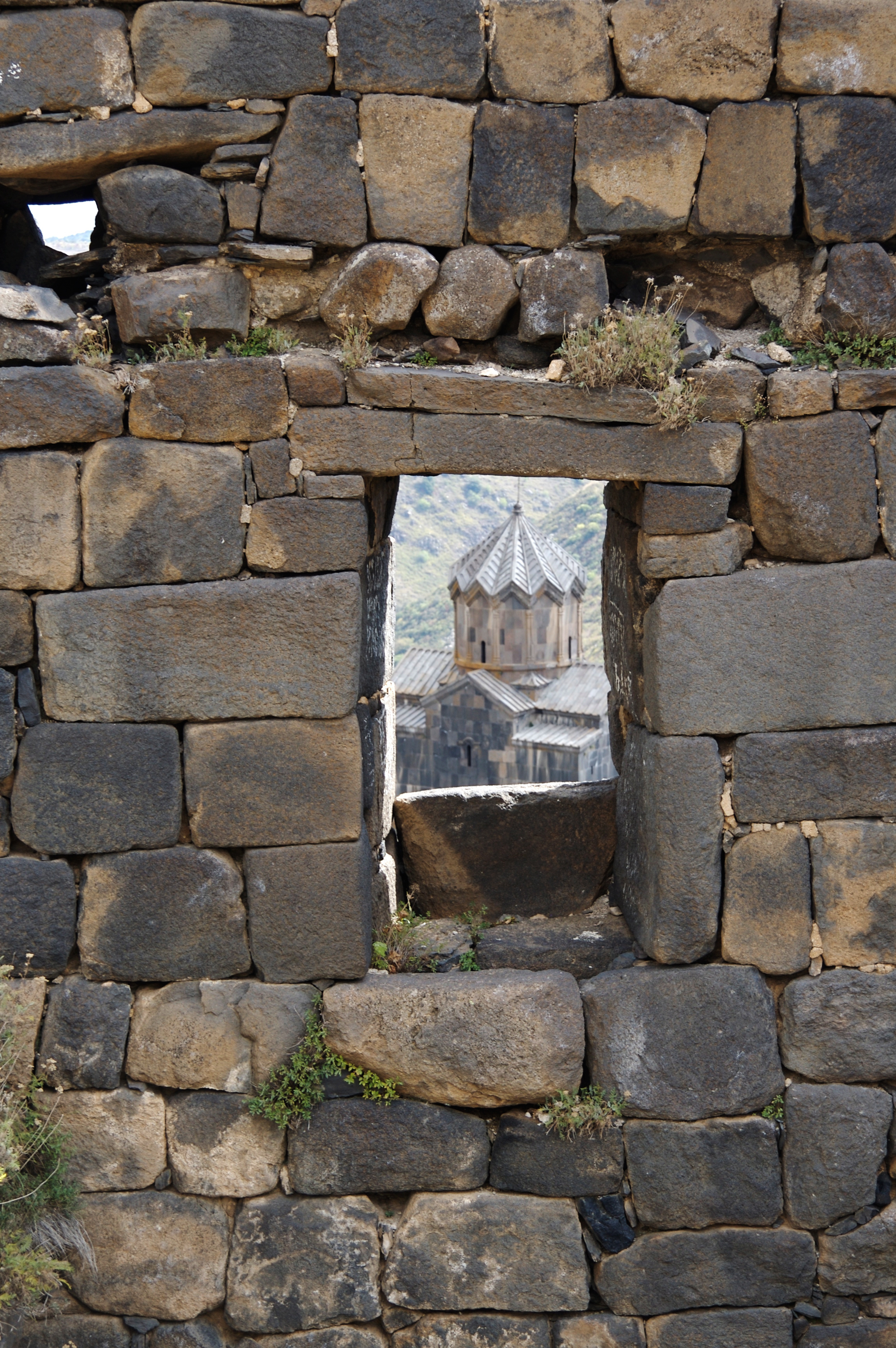
نمایی از واهراماشن از فراز ویرانه‌های آمبرد
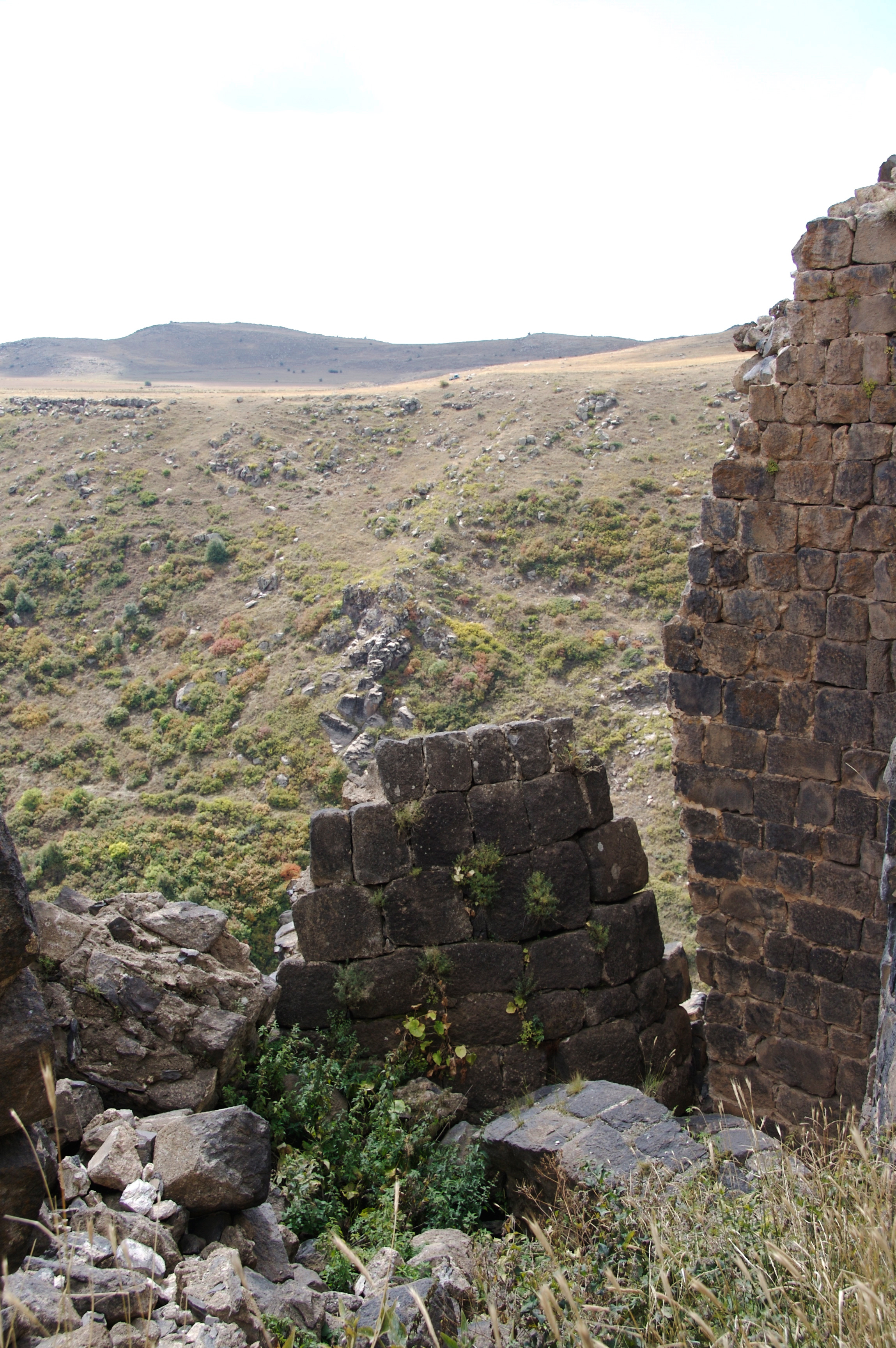
View of countryside from Amberd
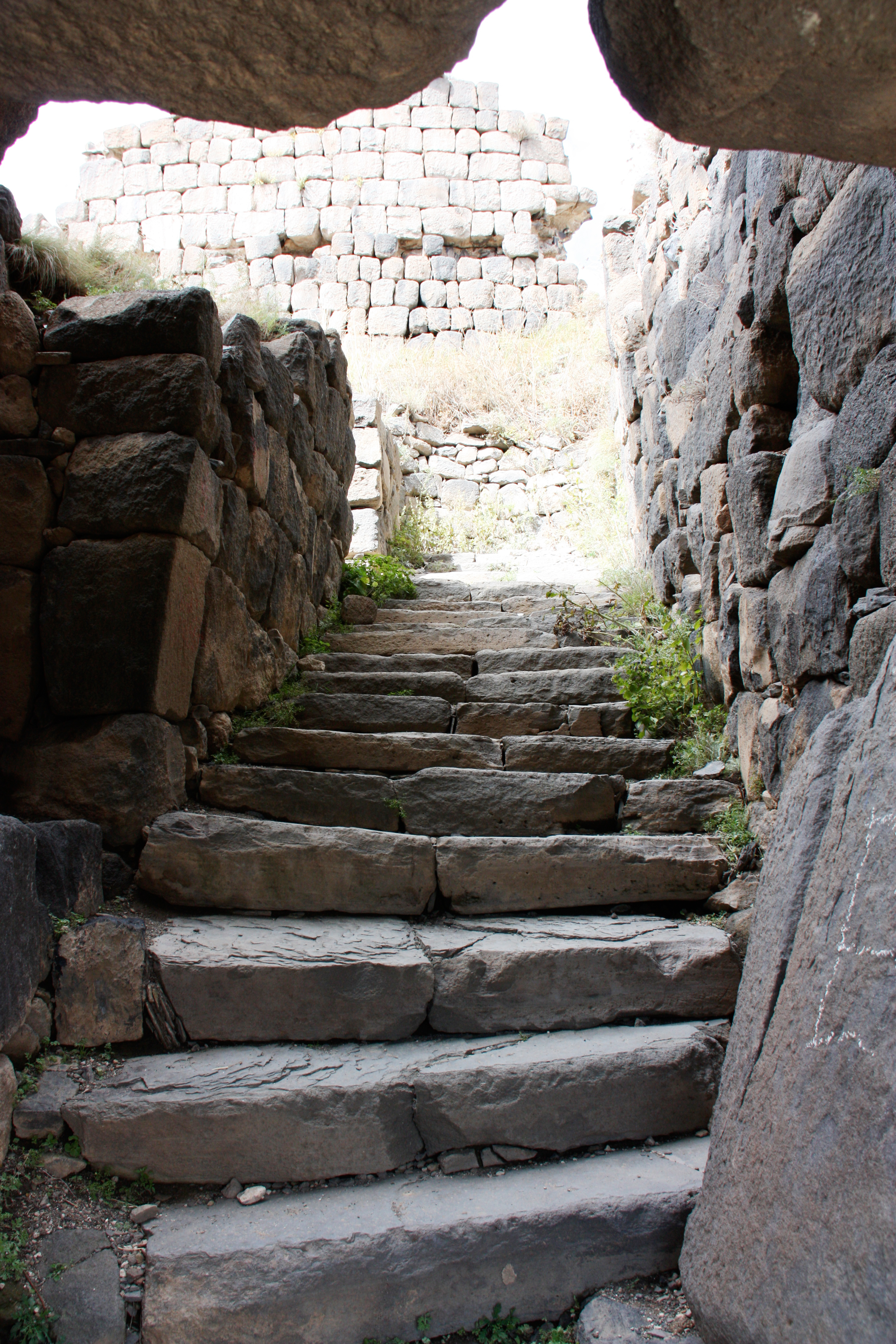
Amberd stairs within ruins
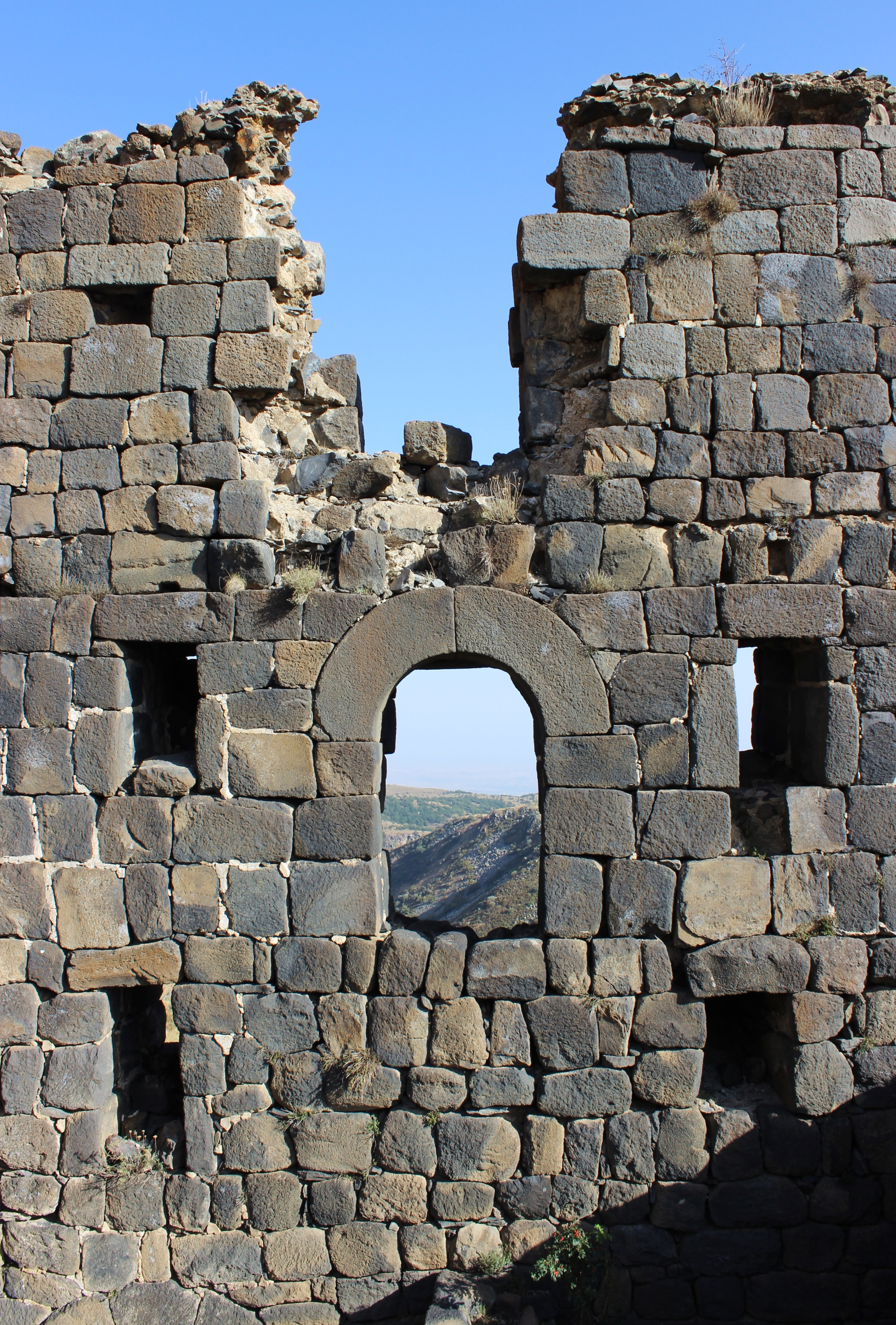
دیوارهای داخلی دژ آمبرد
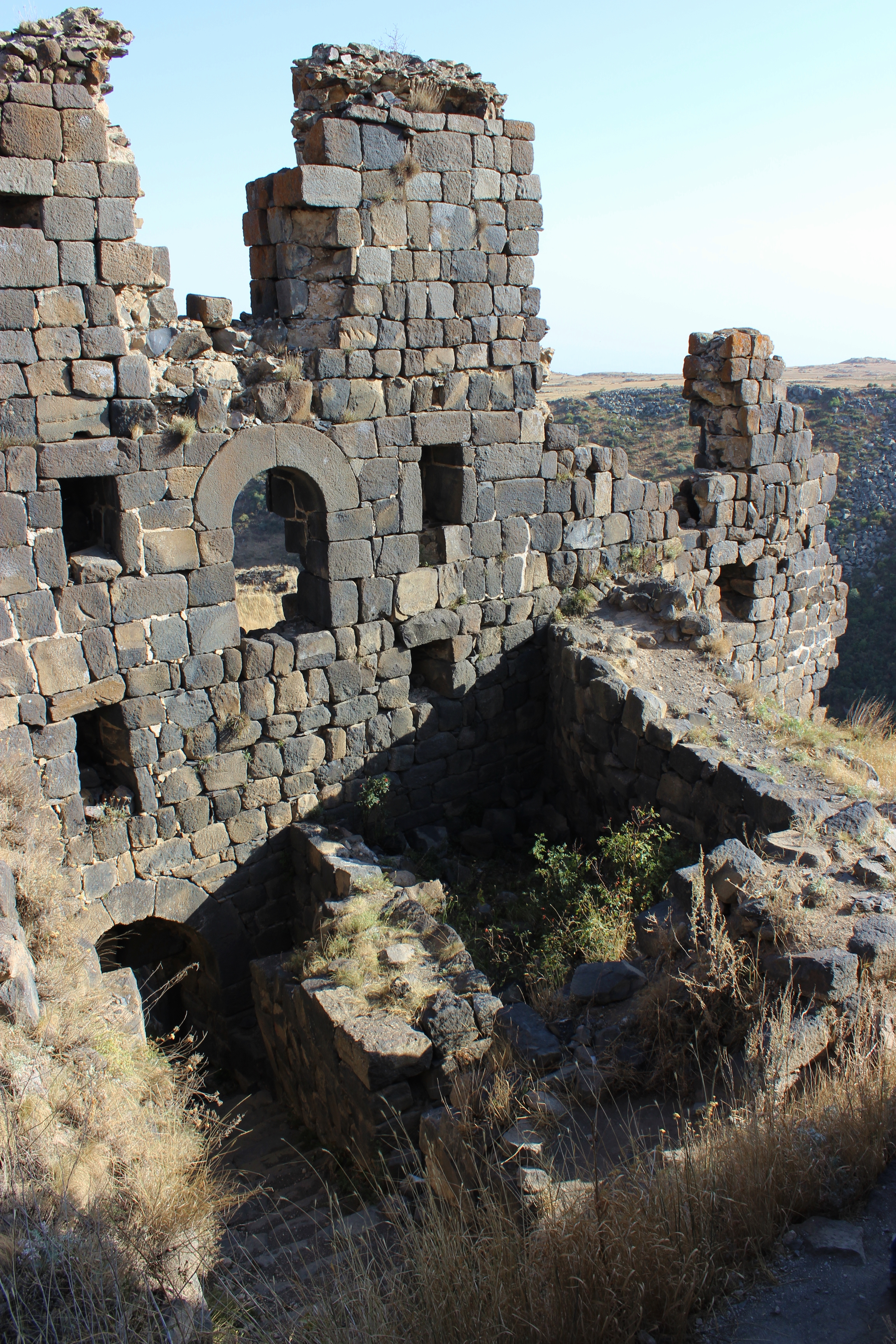
دیوارهای داخلی دژ آمبرد
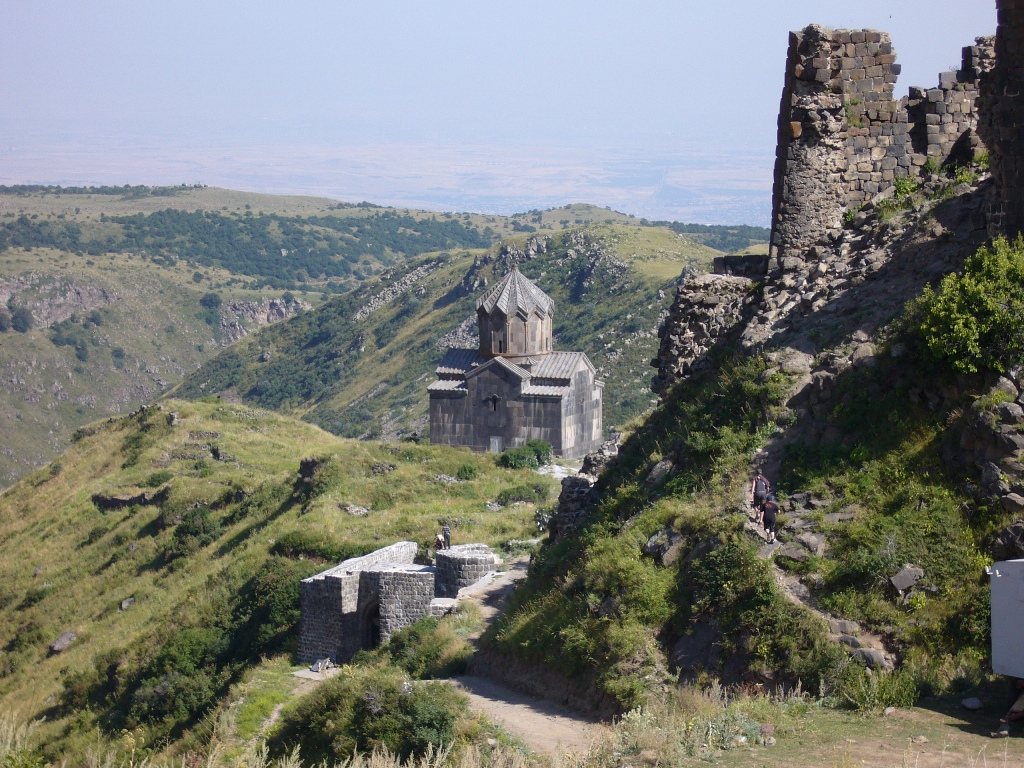
نمایی از واهراماشن از فراز ویرانه‌های آمبرد